# جبل ساق الجواء
جَبَلْ سَاقْ هو جبل يقع في مركز ساق في منطقة القصيم في السعودية.

## الموقع الجغرافي
يقع جبل ساق في شمال البكيرية وجنوب غرب محافظة عيون الجواء، ويبعد عن جبل سويقة الذي يحده من الجنوب حوالي 5 كيلومتر. ويبلغ ارتفاعه 912 م (2,992 قدم).

## حدوده
يحده من الشمال جبل سويقة، وجبل التيس. ومن الجنوب البكيرية. ومن الشرق هجرة المعدا، وقارة حصاني. ومن الغرب هجرة دريميحة، ومزارع الوسيطاء.

## الشعاب
يمر حول الجبل عدة شعاب ومنها: من الشمال وادي سويقة الذي يجري بين الجبلين، ووادي الفويلق. ومن الجنوب وادي القرين، وشعيب سعيدة. ومن الشرق وادي الفويلق. ومن الغرب شعيب الدليمية.